# マイルズ・バーケット・フォスター
マイルズ・バーケット・フォスター（Myles Birket Foster、1825年2月4日 - 1899年3月27日）はイギリスの画家である。水彩画を得意とし挿絵画家としても人気があった。

## 略歴
タイン・アンド・ウィアのノース・シールズ(North Shields)に生まれた。1830年に家族はロンドンに移り、父親は酒造会社M. B. Foster & sonsを作り成功した。フォスターの美術の才能を見た父親は、フォスターを雑誌「パンチ」や「イラストレイテド・ロンドン・ニュース」に挿絵を描いていた木版画家のランデルス（Ebenezer Landells）の弟子にした。1846年に独立して、挿絵画家として働き、書籍や「イラストレイテド・ロンドン・ニュース」などの挿絵を描きながら1850年代になって独学で水彩画を学んだ。
挿絵画家として成功し、水彩画家としても、1860年にイギリス水彩画家協会(Society of Painters in Watercolours)の会員となり、ロイヤル・アカデミー・オブ・アーツの展覧会に長く出展を続け油絵の出展を含め、400点あまりの作品を出展した。菓子メーカー、キャドバリーの美麗絵柄のチョコレートボックスの原画を描いた一人である。
1893年に体調を崩しサリー州のウエィブリッジに移り、ウエィブリッジで没した。

## 作品

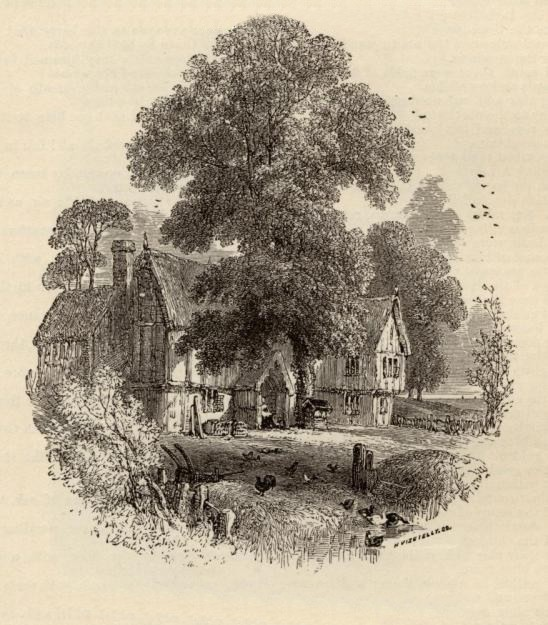
挿絵(1880)
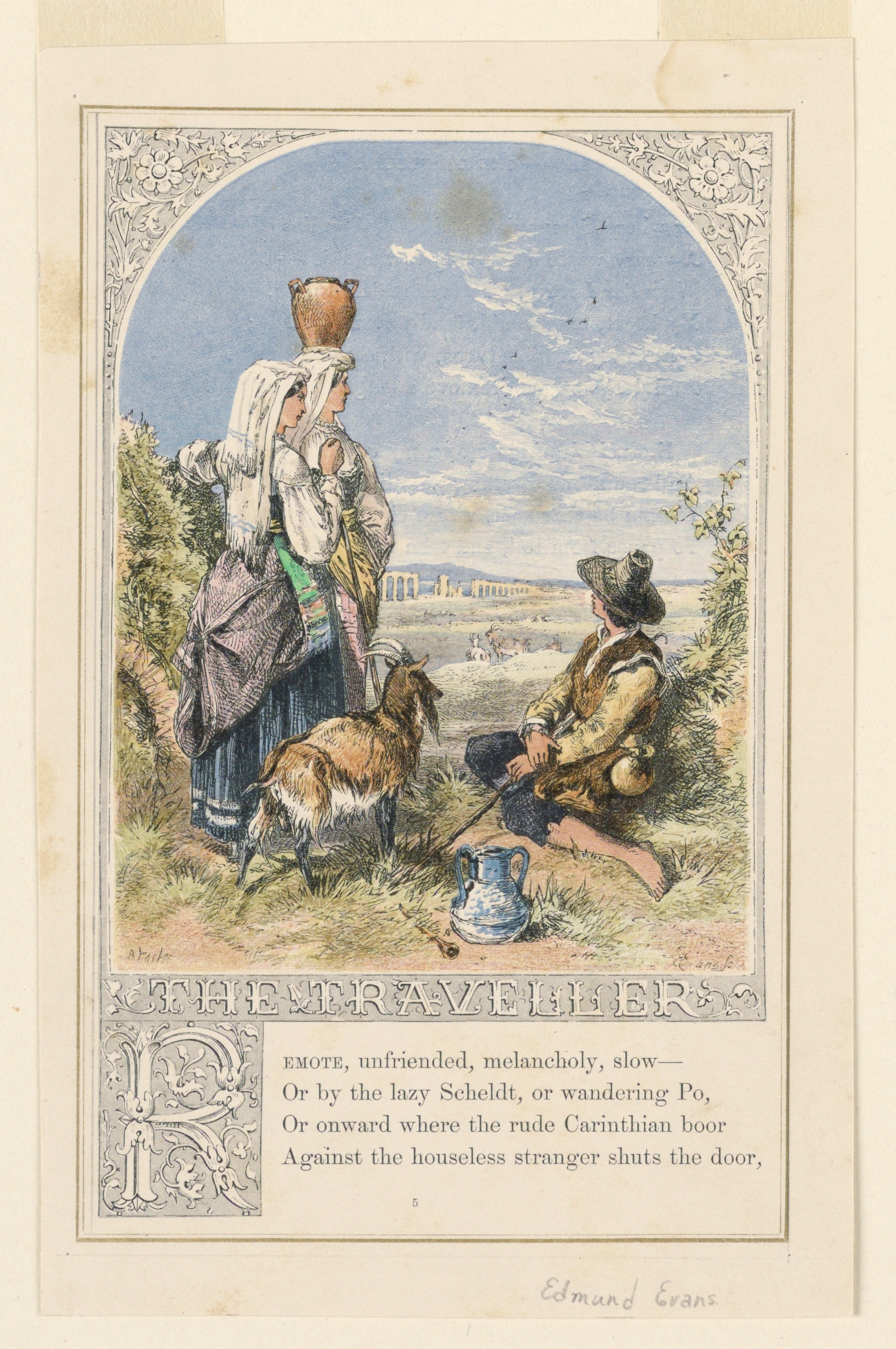
(1859)
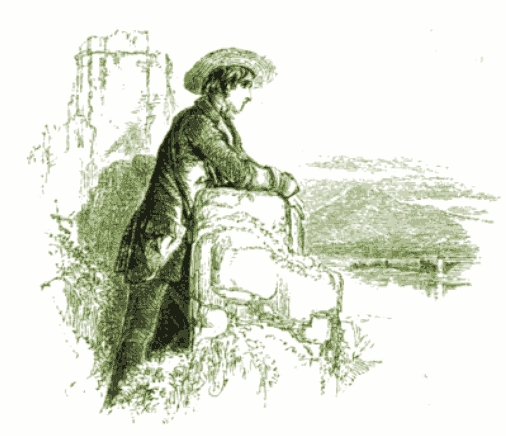
Paul Flemming-詩人
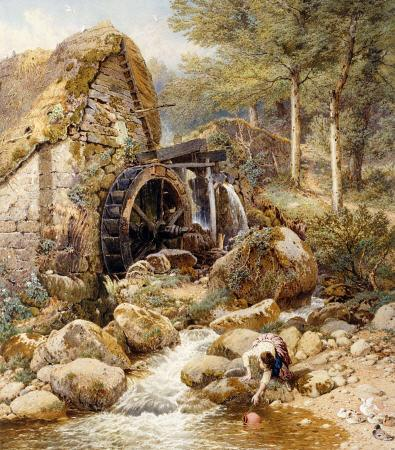
古い水車

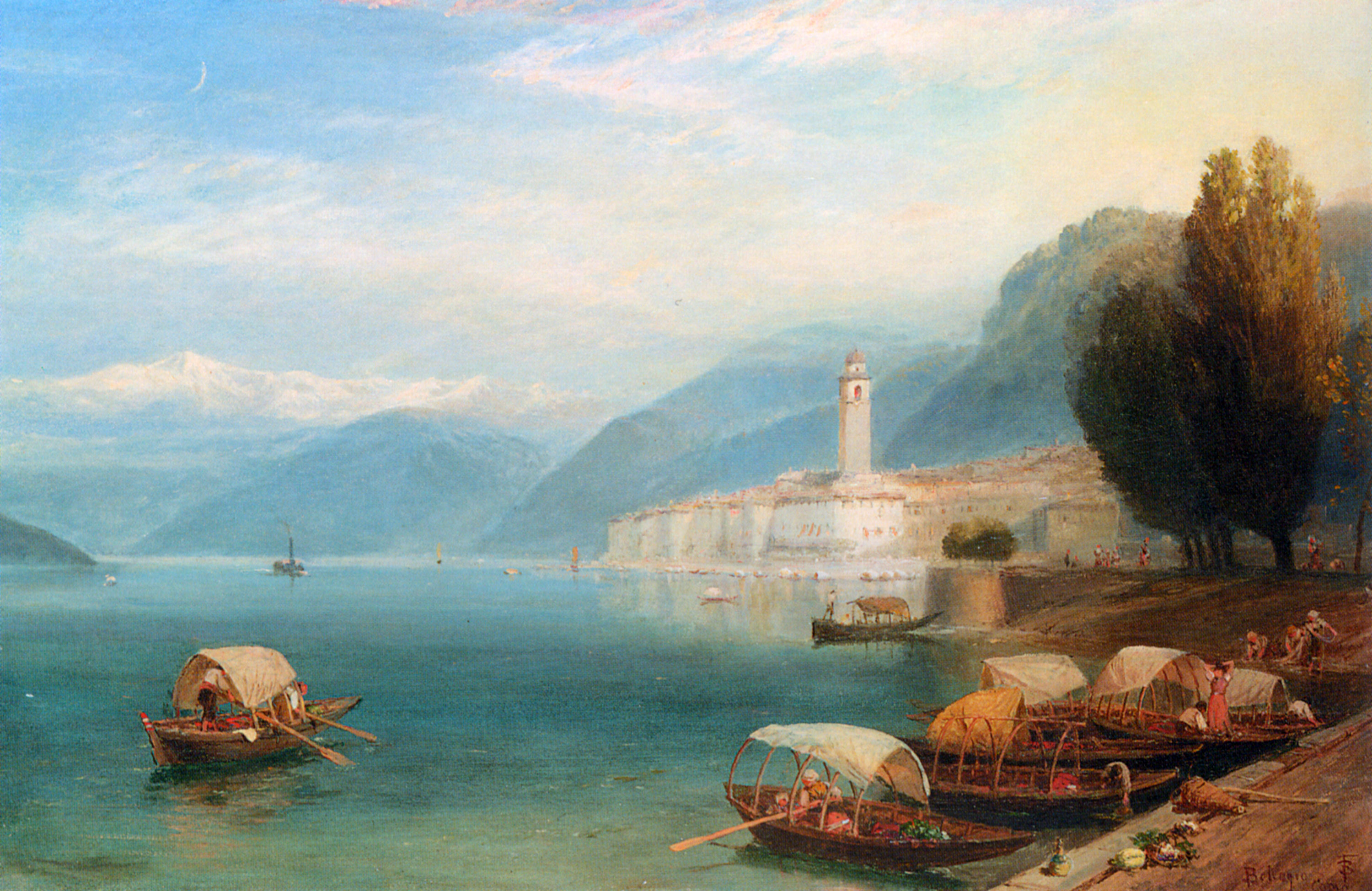
コモ湖
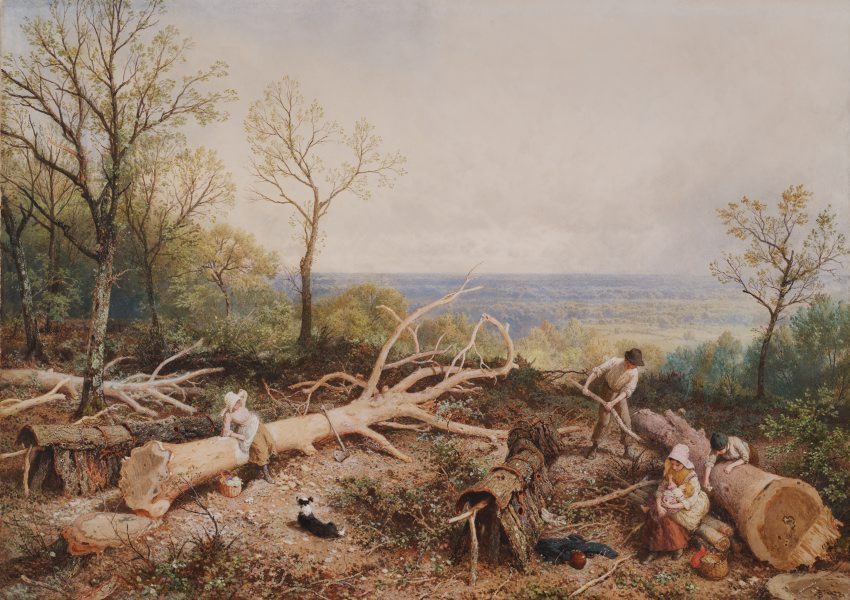
Barking, Springtime
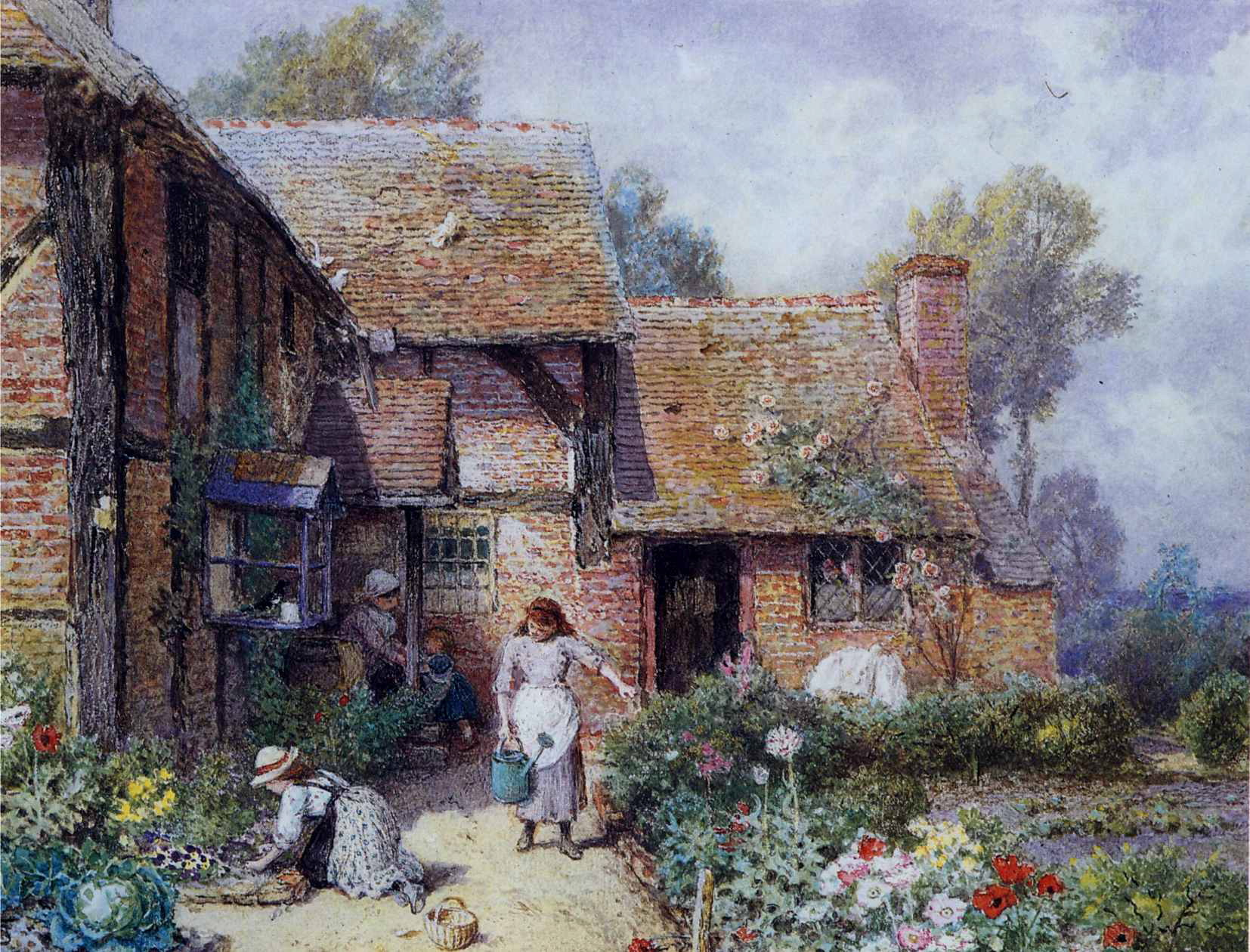
An Afternoon in the Garden